# Сага об Эйрике Путешественнике
Сага об Эйрике Путешественнике (др.-сканд. Eiriks saga vióforla ) — относится к так называемому циклу саг о давних временах. Она сохранилась в трех пергаменных списках XIV в, включая так называемую книгу с Плоского острова. Записанная версия саги является поздней и создана под влиянием рыцарских романов, однако сюжет не содержит ничего фантастического и сохраняет пласт древнейшего прототипа. В саге рассказывается о приключениях конунга викингов Эйрика, отправившегося на поиски земли Одаинсак (др.-сканд. Ódáinsakr) - садов бессмертия, находящейся, по слухам, где-то на Востоке. Эйрик сначала попадает в Гардарики (то есть на Русь), а потом достигает Миклагарда (Константинополя), где его принимает византийский василевс.
Эйрик Путешественник приходится родным братом Эйстейну, который, согласно сагам, был отцом Хальвдана Старого и, возможно, дедом Рёрика. Таким образом, деятельность конунга Эйрика, который, возможно, первым прошел путь из варяг в греки, должна бы относиться ко второй половине VIII в.